# Jian Paozi
Jian Paozi (kinesiska: 碱泡子) är en sjö i Kina. Den ligger i provinsen Heilongjiang, i den nordöstra delen av landet, omkring 250 kilometer väster om provinshuvudstaden Harbin. Jian Paozi ligger 130 meter över havet. Arean är 9,2 kvadratkilometer. Trakten runt Jian Paozi består i huvudsak av gräsmarker. Den sträcker sig 5,6 kilometer i nord-sydlig riktning, och 4,6 kilometer i öst-västlig riktning.
Genomsnittlig årsnederbörd är 637 millimeter. Den regnigaste månaden är juli, med i genomsnitt 178 mm nederbörd, och den torraste är januari, med 3 mm nederbörd.